# Hans Rømer
Hans Rømer (22. oktober 1770 på Rømergård i Rutsker Sogn – 22. august 1836) var en dansk forstmand.
Faderen, Anders Christensen Rømer, var kaptajn, moderens navn var Karen Kirstine født Koefoed. Hans Rømer trådte ind i det Sjællandske Jægerkorps, som havde garnison i Helsingør, og ved hvilket der blev undervist i skovbrug, han blev fændrik à la suite 1792, virkelig fændrik 1794, sekondløjtnant 1798, men afskedigedes 1800, da han fik ansættelse som holzførster på Bornholm. Her vedblev han at virke i samme stilling til sin død, 22. august 1836, med bolig i skovridergården Rømersdal, som han byggede. 8. juli 1804 ægtede han Christine Marie Kofoed (født 27. juni 1779), datter af Claus Kofoed til Maglegård i Østermarie Sogn; hun døde først 7. december 1867, over 88 år gammel.
Rømer har megen fortjeneste af skovbruget på Bornholm, han grundlagde den store Almindingsskov, indhegnede den, byggede veje, såede og plantede utrættelig. Efter i 1816 på ny at være afskediget, som kaptajn, blev han 1829 udnævnt til justitsråd, og 1893 rejste befolkningen ham et smukt mindesmærke i skovens ældste planteskole.
- Vilhelm Bergsøes mindedigt på klippevæggen i Ekkodalen
- Mindesmærke ved Rømersdal